# Scorpaenopsis
Genre
Scorpaenopsis est un genre de poissons de la famille des scorpénidés, cousin des rascasses.

## Description et caractéristiques
Ces poissons au camouflage sophistiqué sont couramment appelés « poissons-scorpions » en raison de leurs aiguillons venimeux, comme beaucoup d'autres espèces de leur famille.

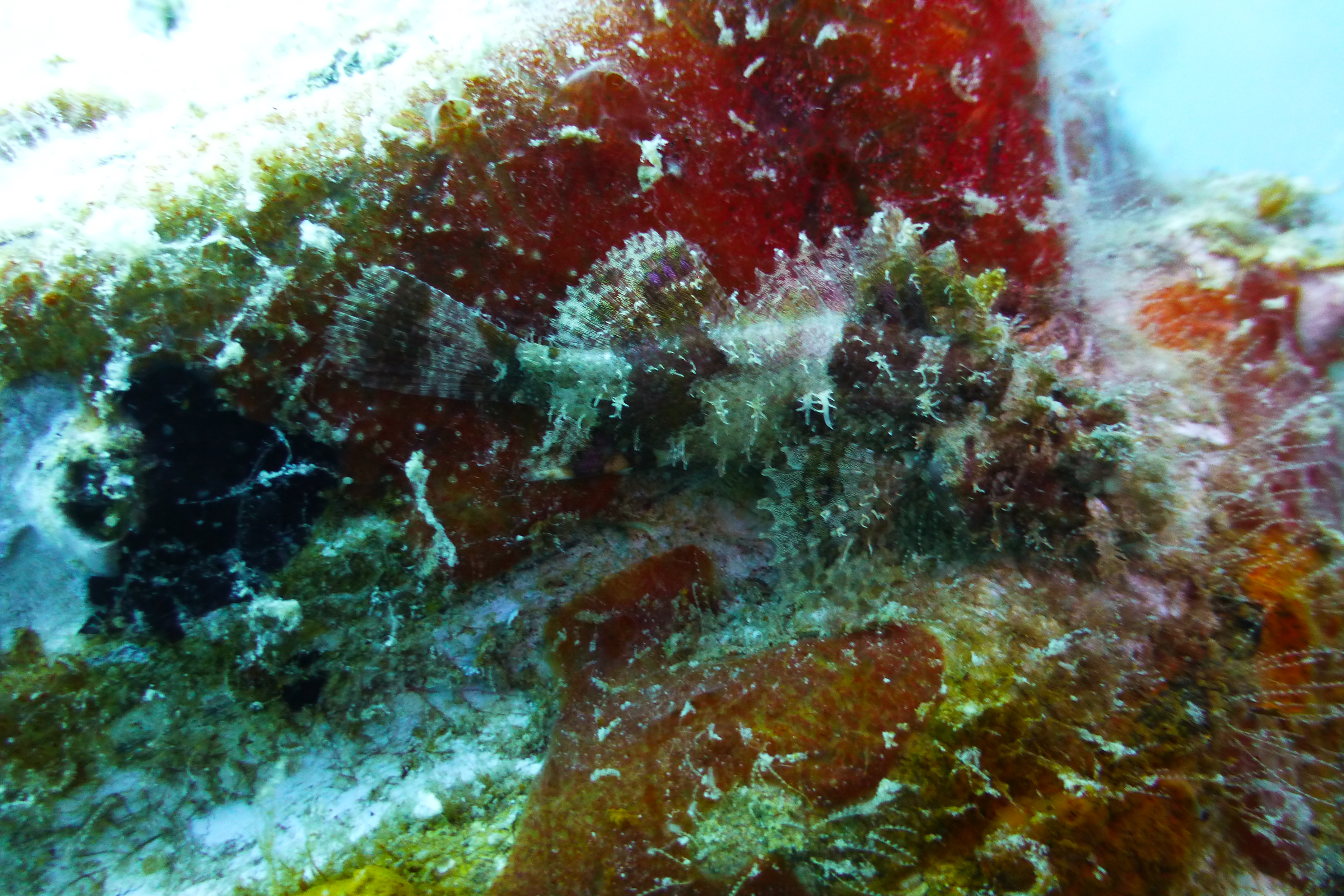
Poisson-scorpion, île de Ko Tao, Thaïlande

Certains sont souvent confondus avec le poisson-pierre, Synanceia verrucosa (qui appartient à la famille voisine des Synanceiidae), très ressemblant et beaucoup plus dangereux.

## Liste d'espèces
Selon World Register of Marine Species (27 février 2014) :
- Scorpaenopsis altirostris Gilbert, 1905
- Scorpaenopsis barbata (Rüppell, 1838)
- Scorpaenopsis brevifrons Eschmeyer & Randall, 1975
- Scorpaenopsis cacopsis Jenkins, 1901
- Scorpaenopsis cirrosa (Thunberg, 1793)
- Scorpaenopsis cotticeps Fowler, 1938
- Scorpaenopsis crenulata Motomura & Causse, 2011
- Scorpaenopsis diabolus (Cuvier, 1829)
- Scorpaenopsis eschmeyeri Randall & Greenfield, 2004
- Scorpaenopsis furneauxi Whitley, 1959
- Scorpaenopsis gibbosa (Bloch & Schneider, 1801)
- Scorpaenopsis gilchristi (Smith, 1957)
- Scorpaenopsis insperatus Motomura, 2004
- Scorpaenopsis lactomaculata (Herre, 1945)
- Scorpaenopsis longispina Randall & Eschmeyer, 2001
- Scorpaenopsis macrochir Ogilby, 1910
- Scorpaenopsis neglecta Heckel, 1837
- Scorpaenopsis obtusa Randall & Eschmeyer, 2001
- Scorpaenopsis orientalis Randall & Eschmeyer, 2001
- Scorpaenopsis oxycephala (Bleeker, 1849)
- Scorpaenopsis papuensis (Cuvier, 1829)
- Scorpaenopsis pluralis Randall & Eschmeyer, 2001
- Scorpaenopsis possi Randall & Eschmeyer, 2001
- Scorpaenopsis pusilla Randall & Eschmeyer, 2001
- Scorpaenopsis ramaraoi Randall & Eschmeyer, 2001
- Scorpaenopsis venosa (Cuvier, 1829)
- Scorpaenopsis vittapinna Randall & Eschmeyer, 2001

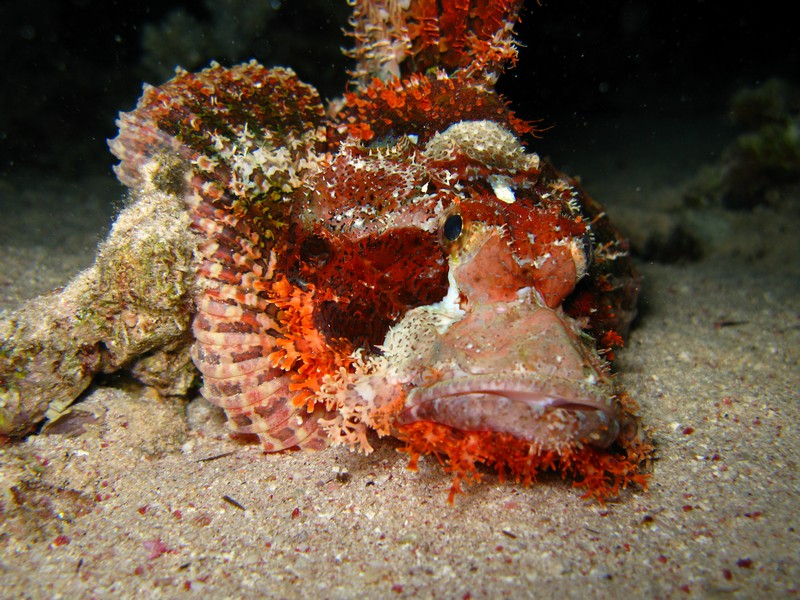
Scorpaenopsis barbata
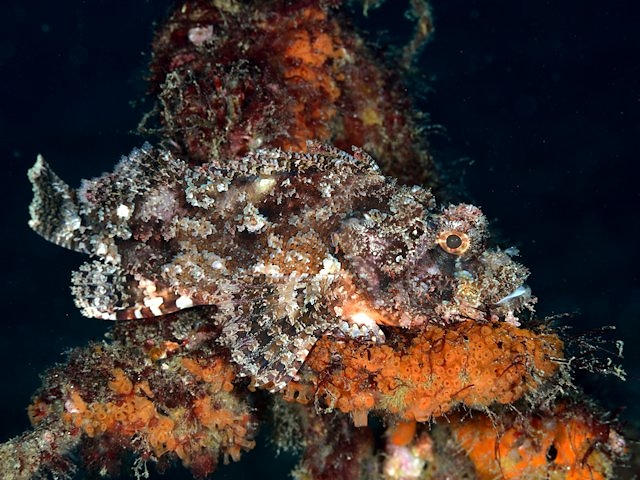
Scorpaenopsis cirrosa
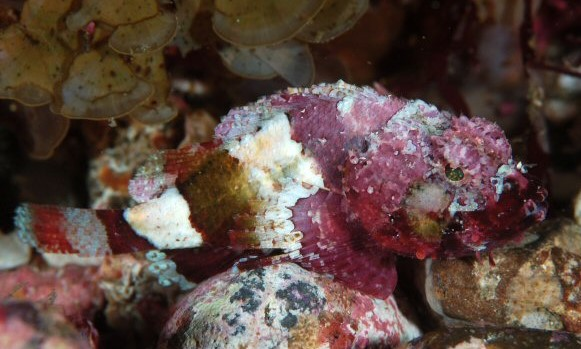
Scorpaenopsis cotticeps
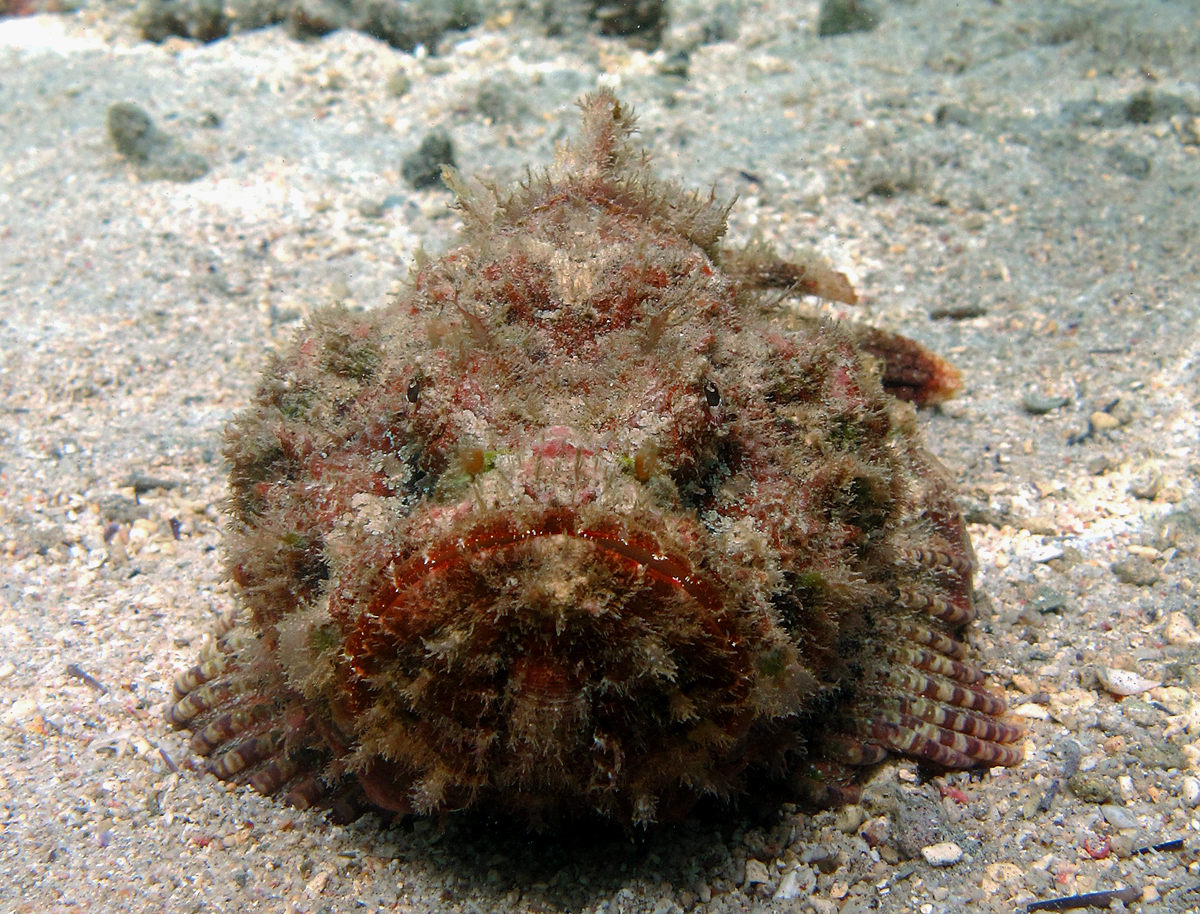
Scorpaenopsis diabolus
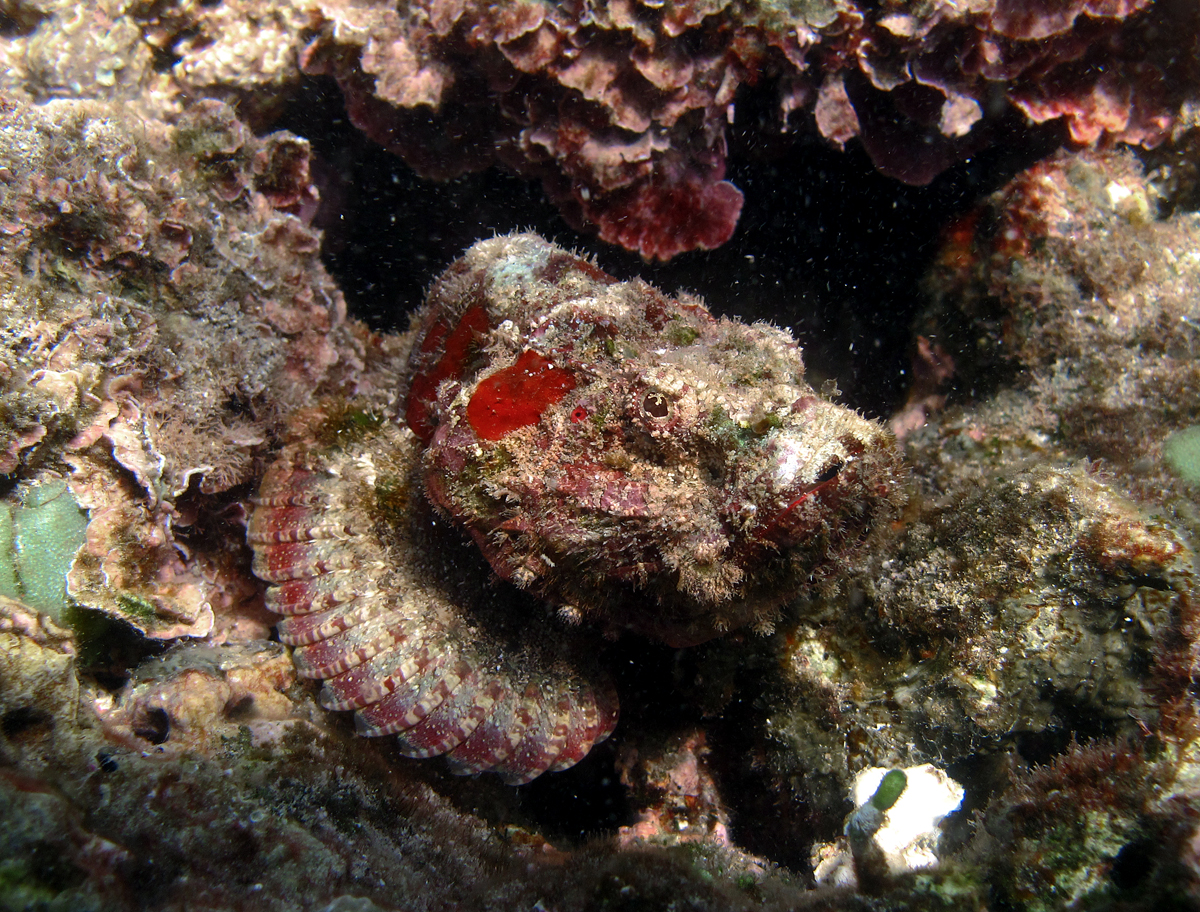
Scorpaenopsis gibbosa
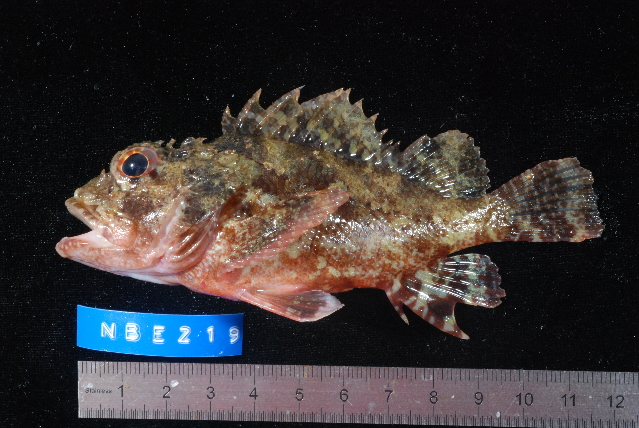
Scorpaenopsis longispina
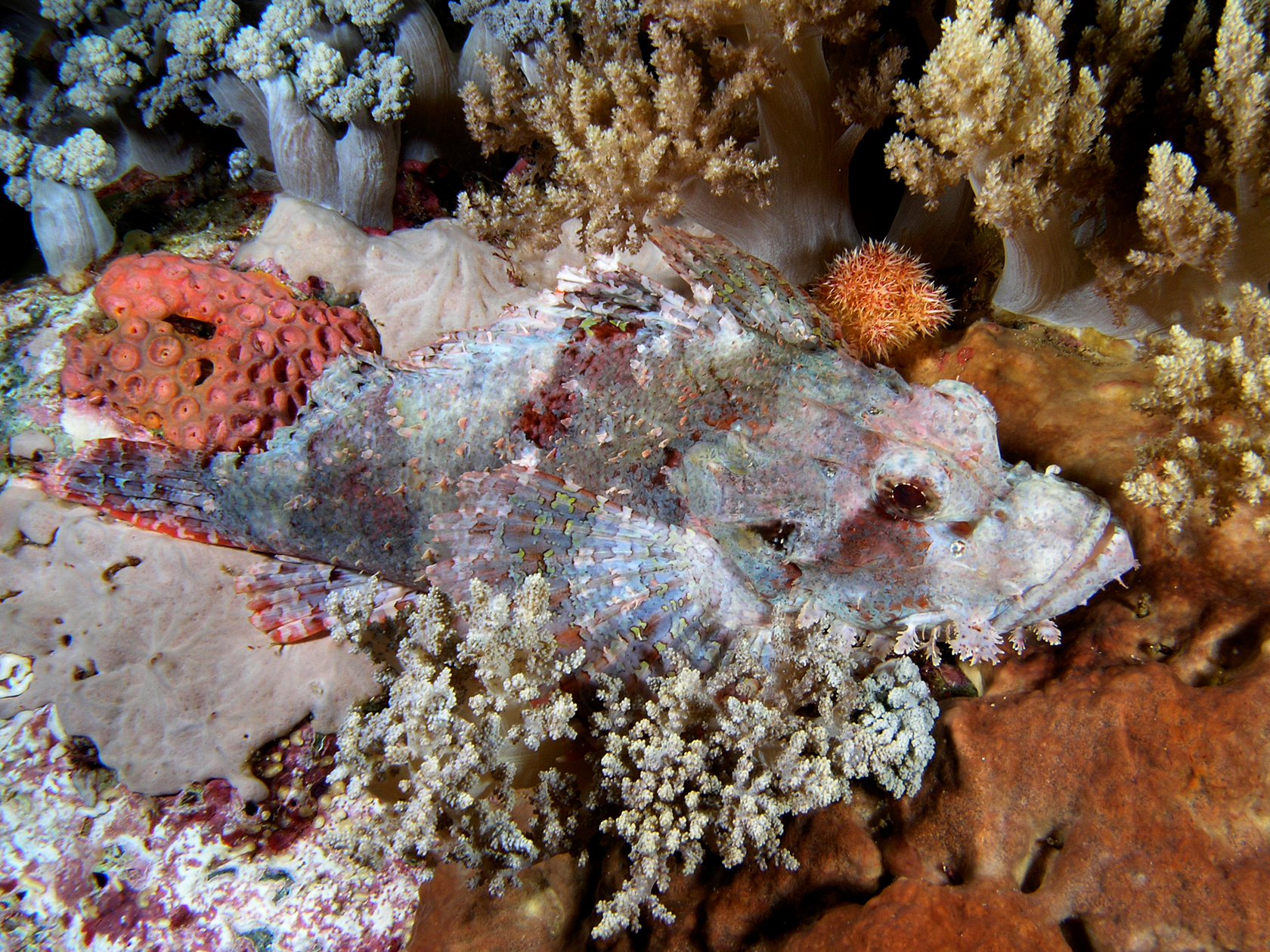
Scorpaenopsis neglecta
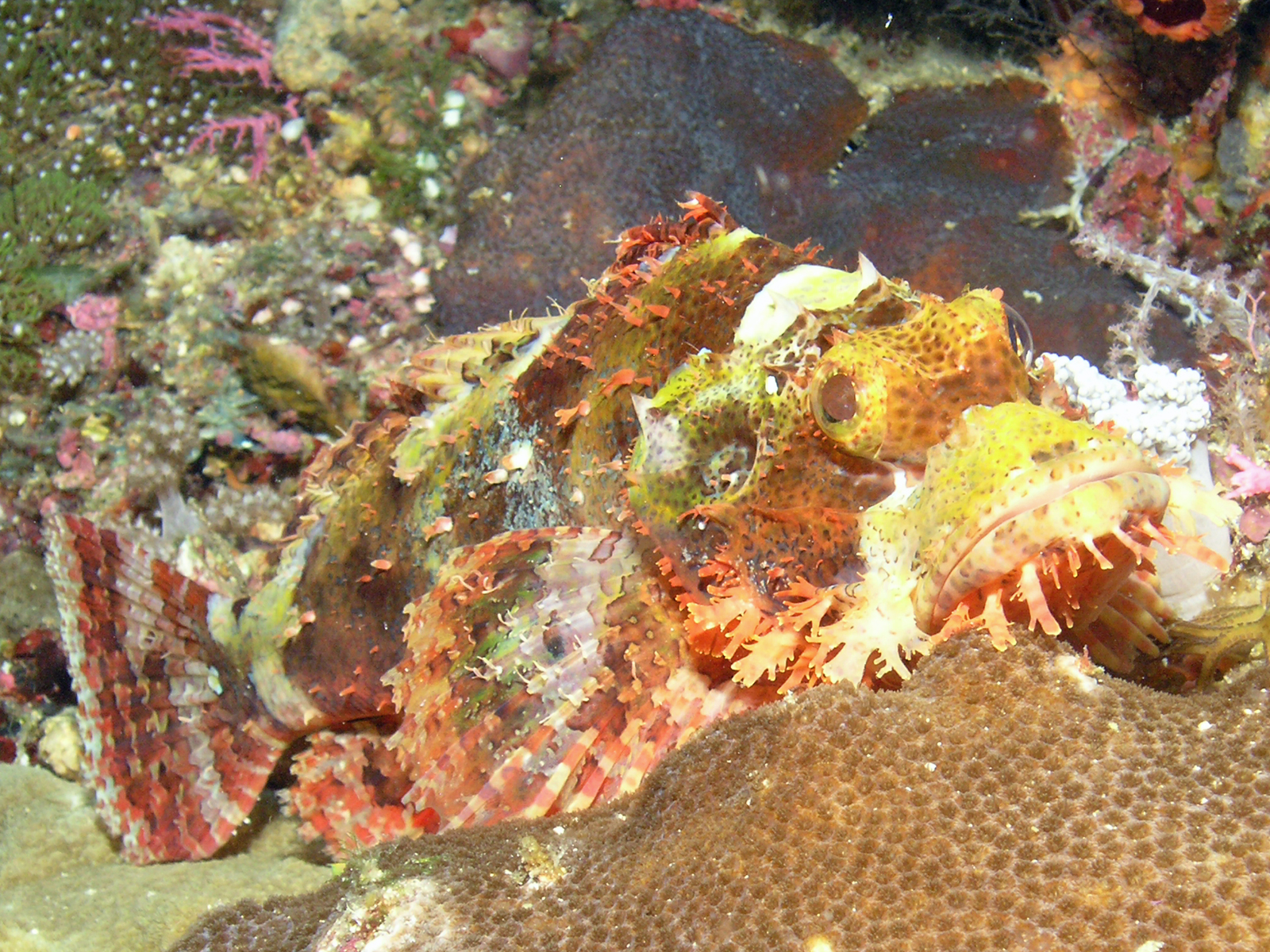
Scorpaenopsis papuensis
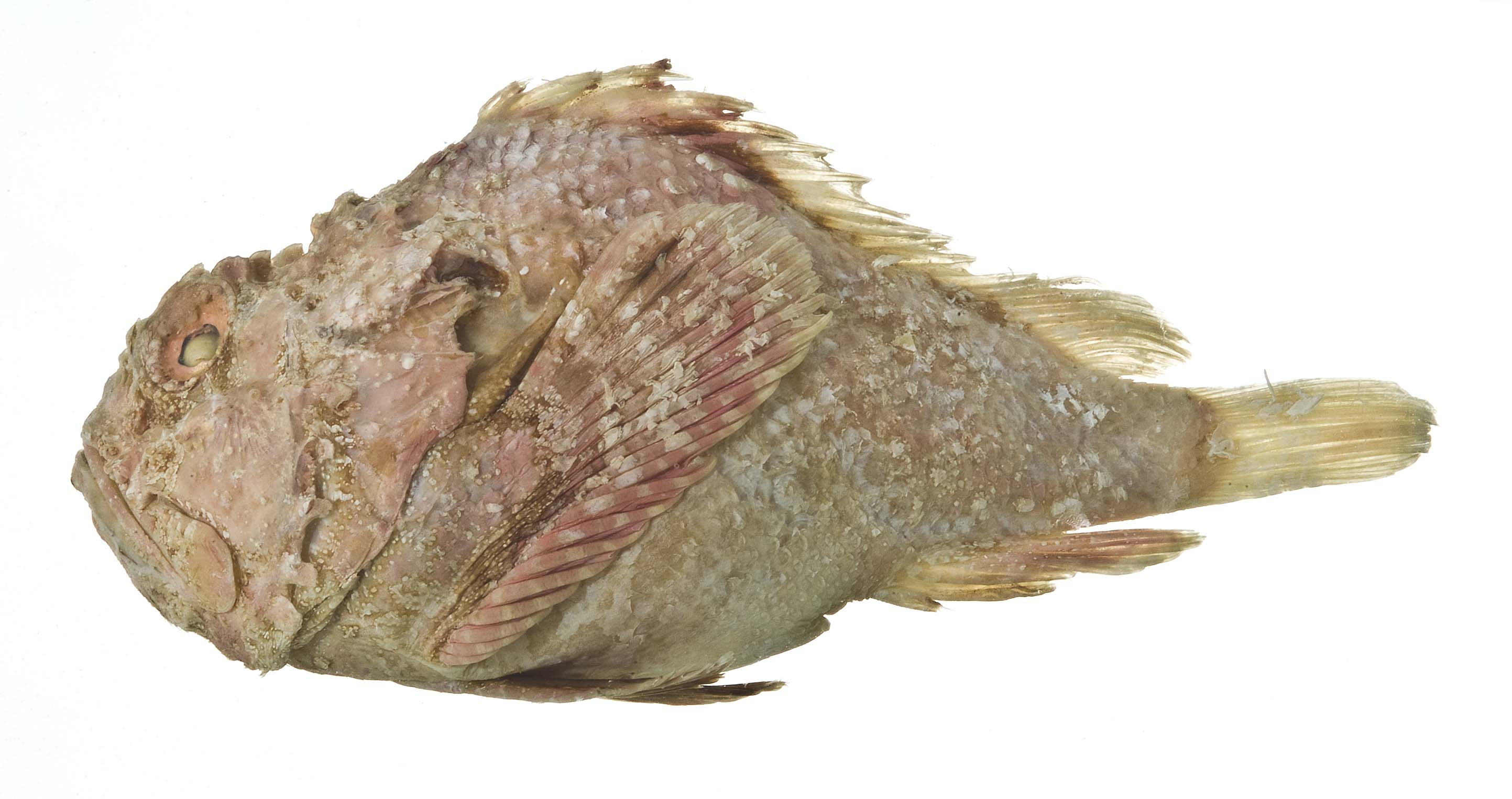
Scorpaenopsis obtusa
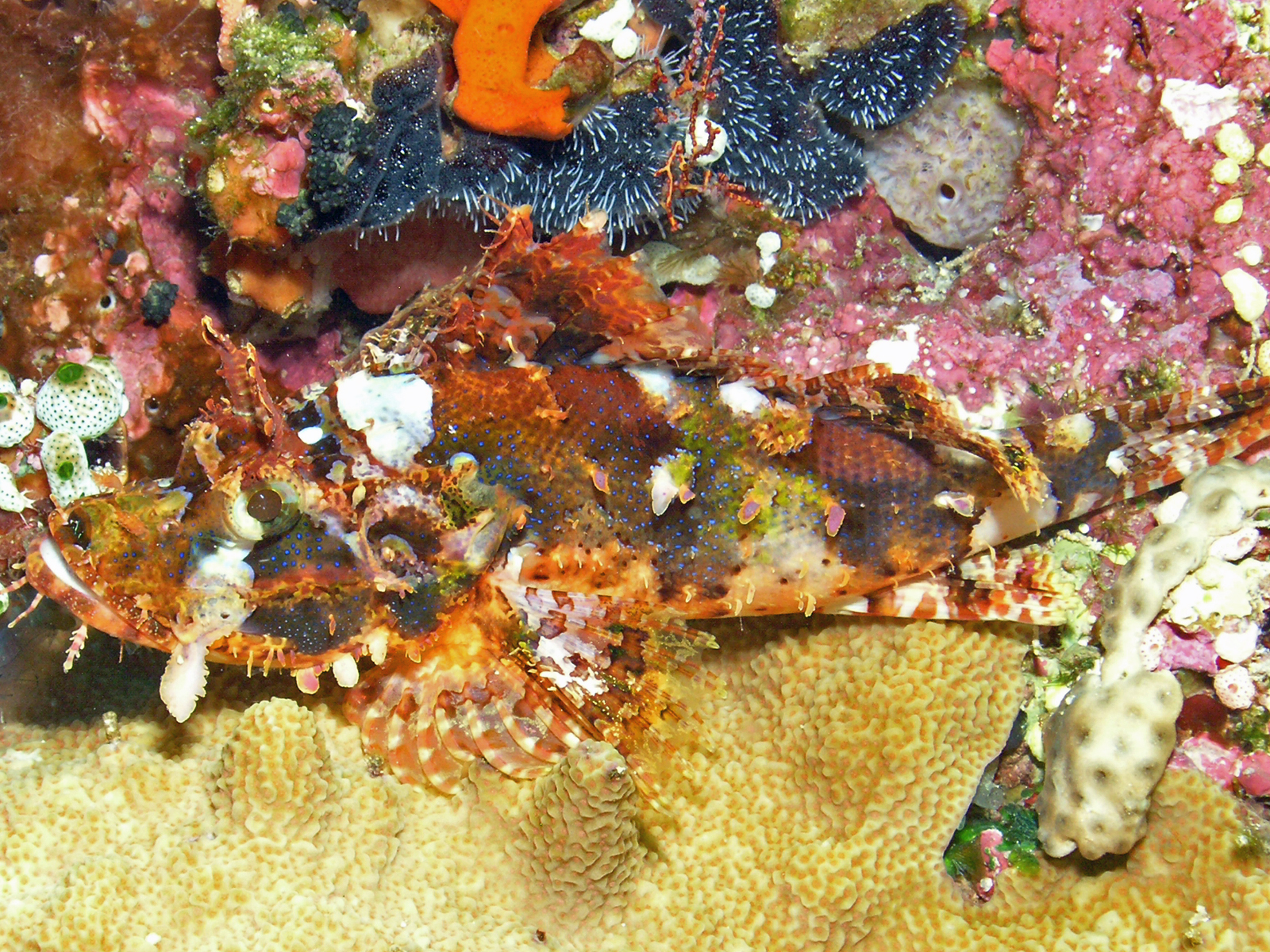
Scorpaenopsis venosa